# Cantonul Berre-l'Étang
Cantonul Berre-l'Étang este un canton din arondismentul Istres, departamentul Bouches-du-Rhône, regiunea Provence-Alpes-Côte d'Azur, Franța.

## Comune
- Berre-l'Étang (reședință)
- Rognac
- Saint-Chamas